# Storm (Grace Jones)
    Storm    è un singolo promozionale della cantante giamaicana Grace Jones pubblicato nel 1998 come colonna sonora del film The Avengers - Agenti speciali.

## Descrizione
Il brano, scritto da Marius De Vries, Bruce Wolley, Chris Elliott, Betsy Cook e Andy Caine, con un arrangiamento orchestrale della The Radio Science Orchestra, fu pubblicato su CD singolo in versione limitata promozionale solo per alcuni paesi europei, accoppiato ad altre due tracce presenti nella colonna sonora. Commercialmente non ebbe alcun impatto nelle classifiche.
I disastrosi risultati del film al botteghino e le stroncature ricevute dalla critica, fecero ottenere alla canzone una nomination ai Razzie Awards come "Peggior canzone originale".

## Tracce
- Promo CD single

1. "Grace Jones - Storm" – 4:23
2. "Marius de Vries - The Avengers Theme" – 4:28
3. "Ashtar Command - Solve My Problems Today" – 4:15